# خوندكار عبد الله جهانغير
خوندكار أبو نصر محمد عبد الله جَهَانْغِير بن خوندكار أنور الزمان الْجَسَرِيّ ((بالبنغالية: খোন্দকার আবু নসর মুহাম্মদ আব্দুল্লাহ জাহাঙ্গীর); 1 فبراير 1961 – 11 مايو 2016), أو المعروف ببساطة باسم عبد الله جهانغير, كان عالمًا إسلاميًا بنغلاديشيًا وأستاذًا ومؤلفًا ومقدم برامج تلفزيونية. كما ظهر أيضًا على العديد من القنوات التلفزيونية الوطنية والدولية لمناقشة القضايا المعاصرة المتعلقة بالإسلام بما في ذلك قناة السلام وأ ت ن البنغالية وإن تي في والقناة 9 والتلفزيون الاسلامي،, وكان يشارك أيضًا في المحاضرات العامة في جميع أنحاء بنغلاديش. وكان مؤسس مؤسسة السنة، وهي منظمة خيرية تعليمية غير ربحية.خلال فترة عمله كأستاذ للحديث والدراسات الإسلامية في الجامعة الإسلامية، بنغلاديش، حصل 12 طالبًا على درجة الدكتوراه وحصل 30 طالبًا على درجة الماجستير. ألف جهانجير العديد من الكتب المتعلقة بالإسلام باللغة البنغالية والإنجليزية والعربية. أعماله في الاقتصاد الإسلامي مدرجة في مجلس تعليم المدارس الدينية في بنغلاديش.